# Chicago Rush
Die Chicago Rush waren ein Arena-Football-Team aus Chicago, Illinois, das in der Arena Football League (AFL) spielte. Ihre Heimspiele trugen die Rush hauptsächlich in der Allstate Arena aus.

## Geschichte
Die Rush wurden 2001 gegründet und starteten in der AFL. Sie sind nach den Chicago Bruisers, die zwischen 1987 und 1989 gespielt haben, die zweite Mannschaft in Chicago, die in der AFL gespielt hat.
Ihr aller erstes Spiel absolvierte das Franchise am 21. April 2001, als man bei den Oklahoma Wranglers knapp mit 44:45 verlor.
Das Franchise erreichte in ihrer Geschichte, bis auf das Jahr 2012, jedes Mal die Playoffs. Nichtsdestotrotz wurde nur einmal der ArenaBowl erreicht. Dieser wurde allerdings 2006 gegen die Orlando Predators gewonnen.
Die Rush sind laut einem Bericht des Chicago Tribune die am meisten im amerikanischen TV gezeigte AFL-Franchise der Ligageschichte. Ebenso erreichten sie 2008 eine Stadionauslastung von sagenhaften 98 %.
Nach der Saison 2013 wurden die Rush aufgelöst. Ein Faktor waren auch die schlechten Zuschauerzahlen seit der Wiedergeburt der AFL 2010. Während man bis 2009 in jedem Jahr steigende Zuschauerzahlen verbuchen konnte, sanken diese bis 2013 auf nur 4.330 pro Heimspiel.

## Saisonstatistiken
| Jahr | Team                                    | Liga                                    | S                                       | N                                       | Playoffs erreicht                       | Playoffrunde |
| ---- | --------------------------------------- | --------------------------------------- | --------------------------------------- | --------------------------------------- | --------------------------------------- | --- |
| 2001 | Chicago Rush                            | AFL                                     | 07                                      | 7                                       | ja                                      | S Wild Card Round gg. Orlando Predators 41:26 N Viertelfinale gg. Grand Rapids Rampage 21:53                                                                             |
| 2002 | Chicago Rush                            | AFL                                     | 09                                      | 5                                       | ja                                      | S Viertelfinale gg. Dallas Desperados 60:47 N Halbfinale gg. Arizona Rattlers 35:46                                                                                      |
| 2003 | Chicago Rush                            | AFL                                     | 08                                      | 8                                       | ja                                      | N Wild Card Round gg. New York Dragons 45:48 |
| 2004 | Chicago Rush                            | AFL                                     | 11                                      | 5                                       | ja                                      | S Viertelfinale gg. Orlando Predators 59:49 N Halbfinale gg. San Jose SaberCats 35:49                                                                                    |
| 2005 | Chicago Rush                            | AFL                                     | 09                                      | 7                                       | ja                                      | S Viertelfinale gg. Los Angeles Avengers 52:45 N Halbfinale gg. Colorado Crush 43:49                                                                                     |
| 2006 | Chicago Rush                            | AFL                                     | 07                                      | 9                                       | ja                                      | S Wild Card Round gg. Nashville Kats 55:47 S Viertelfinale gg. Colorado Crush 63:46 S Halbfinale gg. San Jose SaberCats 59:56 S ArenaBowl XX gg. Orlando Predators 69:61 |
| 2007 | Chicago Rush                            | AFL                                     | 12                                      | 4                                       | ja                                      | S Viertelfinale gg. Los Angeles Avengers 52:20 N Halbfinale gg. San Jose SaberCats 49:61                                                                                 |
| 2008 | Chicago Rush                            | AFL                                     | 11                                      | 5                                       | ja                                      | N Viertelfinale gg. Grand Rapids Rampage 41:58 |
| 2009 | AFL setzte Spielbetrieb in dem Jahr aus | AFL setzte Spielbetrieb in dem Jahr aus | AFL setzte Spielbetrieb in dem Jahr aus | AFL setzte Spielbetrieb in dem Jahr aus | AFL setzte Spielbetrieb in dem Jahr aus | AFL setzte Spielbetrieb in dem Jahr aus |
| 2010 | Chicago Rush                            | AFL                                     | 10                                      | 6                                       | ja                                      | N Viertelfinale gg. Milwaukee Iron 54:64 |
| 2011 | Chicago Rush                            | AFL                                     | 13                                      | 5                                       | ja                                      | S Viertelfinale gg. Dallas Vigilantes 54:51 N Halbfinale gg. Arizona Rattlers 48:54                                                                                      |
| 2012 | Chicago Rush                            | AFL                                     | 10                                      | 8                                       | nein                                    | |
| 2013 | Chicago Rush                            | AFL                                     | 10                                      | 8                                       | ja                                      | N Viertelfinale gg. Arizona Rattlers 47:69 |

## Zuschauerentwicklung
| Jahr | Team                           | Zuschauerdurchschnitt          |
| ---- | ------------------------------ | ------------------------------ |
| 2001 | Chicago Rush                   | 8.474                          |
| 2002 | Chicago Rush                   | 9.288                          |
| 2003 | Chicago Rush                   | 13.897                         |
| 2004 | Chicago Rush                   | 14.085                         |
| 2005 | Chicago Rush                   | 14.485                         |
| 2006 | Chicago Rush                   | 14.435                         |
| 2007 | Chicago Rush                   | 15.609                         |
| 2008 | Chicago Rush                   | 15.874                         |
| 2009 | Spielbetrieb in AFL ausgesetzt | Spielbetrieb in AFL ausgesetzt |
| 2010 | Chicago Rush                   | 8.222                          |
| 2011 | Chicago Rush                   | 8.659                          |
| 2012 | Chicago Rush                   | 6.885                          |
| 2013 | Chicago Rush                   | 4.330                          |